# Атомные бомбардировки Хиросимы и Нагасаки
Атомные бомбардировки Хиросимы и Нагасаки 6 и 9 августа 1945 года — два исключительных в истории человечества случая боевого применения ядерного оружия. Осуществлены Вооружёнными силами США на завершающем этапе Второй мировой войны против Японии.
Ранним утром 6 августа 1945 года американский бомбардировщик B-29 «Enola Gay», названный в честь матери командира экипажа, полковника Пола Тиббетса, сбросил на японский город Хиросиму атомную бомбу «Little Boy» («Малыш»), эквивалентную по мощности 13—18 килотоннам тротила. Взрыватель 4-тонного боеприпаса сработал спустя 43 секунды у моста Айой в 600 метрах от Госпиталя Сима, где находились врачи, лечащие тяжелобольных детей. Три дня спустя, 9 августа 1945 года, плутониевая атомная бомба «Fat Man» («Толстяк»), эквивалентная от 19 до 21 килотонне тротила, была сброшена на город Нагасаки пилотом Чарльзом Суини, командиром бомбардировщика B-29 «Bockscar». В результате двух взрывов мгновенно погибли 80 тысяч человек, к концу 1945 года общее число погибших, включая также онкологические заболевания и лучевую болезнь, составило от 90 до 166 тысяч человек в Хиросиме и от 60 до 80 тысяч человек — в Нагасаки.
Шок от атомной бомбардировки Хиросимы Вооружёнными силами США 6 августа оказал глубокое воздействие на премьер-министра Японии Кантаро Судзуки и на министра иностранных дел Японии Того Сигэнори, которые склонились к тому, что японское правительство должно прекратить войну .
14 августа 1945 года японский император Хирохито поддержал рескрипт о подписании Японией безоговорочной капитуляции. 15 августа 1945 года Япония объявила о своей капитуляции. Акт о капитуляции, формально закончивший Вторую мировую войну, был подписан 2 сентября 1945 года.
Роль атомных бомбардировок в капитуляции Японии и этическая оправданность самих бомбардировок до сих пор вызывают острые споры.
Ежегодно 6 августа проводится Церемония памяти жертв атомной бомбардировки в Хиросиме.

## Предпосылки

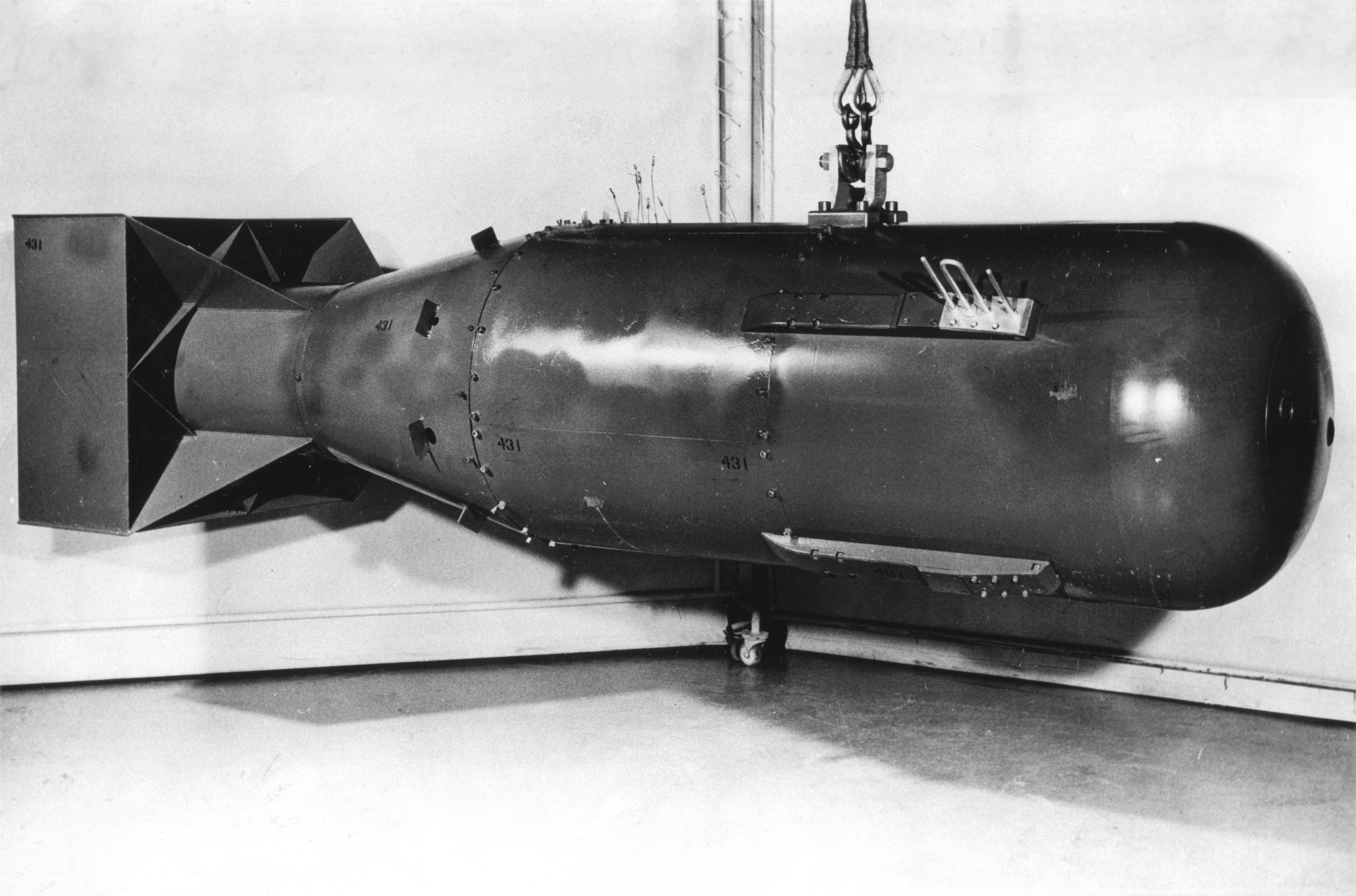
Макет бомбы «Малыш» (Little boy), сброшенной на Хиросиму

В сентябре 1944 года на встрече президента США Франклина Рузвельта и премьер-министра Великобритании Уинстона Черчилля в Гайд-парке была заключена договорённость, согласно которой предусматривалась вероятность применения атомного оружия против Японии.
К лету 1945 года Соединённые Штаты Америки при поддержке Великобритании и Канады в рамках Манхэттенского проекта завершили подготовительные работы по созданию первых действующих образцов ядерного оружия.
За время участия США во Второй мировой войне около 400 тыс. американцев было убито, примерно половина из них — в войне против Японии. В апреле-июне 1945 года в ходе операции по захвату японского острова Окинава погибло более 12 тыс. американских солдат, 39 тыс. было ранено (потери японцев составили от 93 до 110 тыс. солдат и свыше 100 тыс. человек гражданского населения). Ожидалось, что вторжение в саму Японию приведёт к потерям, во много раз превышающим потери на Окинаве.

## Май 1945 года: выбор целей

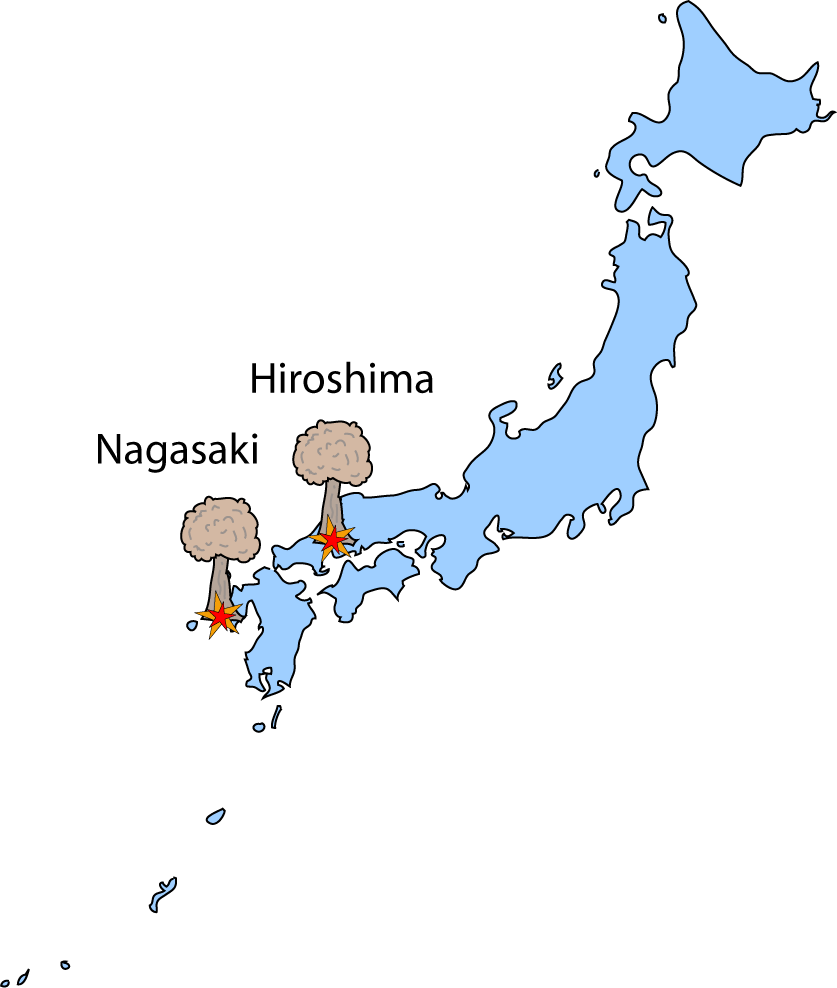
Хиросима и Нагасаки на карте Японии

Во время своего второго заседания в Лос-Аламосе (10—11 мая 1945 года), Комитет по выбору целей рекомендовал в качестве объектов для применения атомного оружия Киото (крупнейший индустриальный центр), Хиросиму (центр армейских складов, военный порт и место расположения генерального штаба военно-морского флота и Второй армии), Иокогаму (центр военной промышленности), Кокуру (крупнейший военный арсенал) и Ниигату (военный порт и центр машиностроения). Комитет отверг идею применения этого оружия против исключительно военной цели, поскольку был шанс промахнуться мимо небольшой площади, не окружённой обширной городской зоной.
Большое значение при выборе цели придавалось психологическим факторам:
1. достижению максимального психологического эффекта против Японии,
2. первое применение оружия должно быть достаточно значительным для международного признания его важности. Комитет указал, что в пользу выбора Киото говорило то, что его население имело более высокий уровень образования и, таким образом, лучше было способно оценить значение оружия. Хиросима же имела такой размер и расположение, что, с учётом фокусирующего эффекта от окружающих её холмов, сила взрыва могла быть увеличена[8].

Военный министр США Генри Стимсон вычеркнул Киото из списка вследствие культурного значения города. По словам профессора Эдвина О. Райшауэра, Стимсон «знал и ценил Киото со времён проведённого там несколько десятилетий назад медового месяца».
Особое мнение ученых
Группа ученых из Манхэттенского проекта во главе с Джеймсом Франком, лауреатом Нобелевской премии 1925 года по физике, изложила свою точку зрения в сверхсекретном докладе. Они утверждали, что долго сохранять в секрете атомные разработки не удастся, и предсказывали гонку ядерных вооружений. Вместо бомбардировки японских городов предлагалось ограничиться испытанием в безлюдном месте, поскольку этого было бы достаточно, чтобы никто не осмелился напасть на Америку в страхе перед сокрушительным оружием.

## Хронология событий до первой бомбардировки (6 августа)
16 июля на полигоне в штате Нью-Мексико было произведено первое в мире успешное испытание атомного оружия. Мощность взрыва составила около 21 килотонны в тротиловом эквиваленте.
24 июля во время Потсдамской конференции Президент США Гарри Трумэн сообщил Сталину, что у США появилось новое оружие невиданной разрушительной силы. Трумэн не уточнил, что он имел в виду именно атомное оружие. Согласно мемуарам Трумэна, Сталин не проявил особого интереса, заметив только, что он рад и надеется, что США смогут эффективно применить его против японцев. Черчилль, внимательно наблюдавший за реакцией Сталина, остался при мнении, что Сталин не понял истинного смысла слов Трумэна и не обратил на него внимания. В то же время, согласно мемуарам Жукова, Сталин великолепно всё понял, но не подал вида и в разговоре с Молотовым после встречи отметил, что «Надо будет переговорить с Курчатовым об ускорении нашей работы». После рассекречивания операции американских спецслужб «Венона» стало известно, что советские агенты уже давно сообщали о разработке ядерного оружия. По некоторым сообщениям, агент Теодор Холл за несколько дней до Потсдамской конференции сообщил даже запланированную дату первого ядерного испытания. Это может объяснить, почему Сталин спокойно воспринял сообщение Трумэна. Холл работал на советскую разведку уже с 1944 года.
25 июля Трумэн одобрил приказ начиная с 3 августа бомбить одну из следующих целей: Хиросиму, Кокуру, Ниигату или Нагасаки — при первой возможности, как только погода позволит, а также в будущем — следующие города, по мере поступления бомб.
26 июля правительства США, Великобритании и Китая подписали Потсдамскую декларацию, в которой было изложено требование безоговорочной капитуляции Японии.
На следующий день японские газеты сообщили, что декларация, текст которой был транслирован по радио и разбросан в листовках с самолётов, была отвергнута. Правительство Японии не выразило желания принять ультиматум. 28 июля премьер-министр Кантаро Судзуки заявил на пресс-конференции, что Потсдамская декларация — не более чем старые доводы Каирской декларации в новой обёртке, и потребовал от правительства проигнорировать её.

## Подготовка к бомбардировкам
В течение мая—июня 1945 года на остров Тиниан прибыла американская 509-я смешанная авиагруппа. Район базирования группы на острове находился в нескольких милях от остальных подразделений и тщательно охранялся.
26 июля крейсер «Индианаполис» доставил на Тиниан атомную бомбу «Малыш» (англ. Little Boy).
28 июля начальник Объединённого комитета начальников штабов Джордж Маршалл подписал приказ на боевое применение ядерного оружия. Этот приказ, разработанный руководителем Манхэттенского проекта генерал-майором
Лесли Гровсом, предписывал нанести ядерный удар «в любой день после третьего августа, как только позволят погодные условия». 29 июля на Тиниан прибыл командующий стратегической авиацией США генерал Карл Спаатс, доставив на остров приказ Маршалла.
28 июля и 2 августа на Тиниан самолётами были привезены компоненты атомной бомбы «Толстяк» (англ. Fat Man).

## Бомбардировка Хиросимы 6 августа 1945 года

### Хиросима во время Второй мировой войны
Хиросима располагалась на плоской местности, немного выше уровня моря в устье реки Ота, на 6 островах, соединённых 81 мостом. Население города перед войной составляло свыше 340 тыс. человек, что делало Хиросиму седьмым по величине городом Японии. В городе располагался штаб Пятой дивизии и Второй Основной армии фельдмаршала Сюнроку Хаты, командовавшего защитой всей Южной Японии. Хиросима была важной базой снабжения японской армии.
В Хиросиме (так же как и в Нагасаки) большую часть застроек составляли одно- и двухэтажные деревянные здания с черепичными крышами. Фабрики располагались на окраинах города. Устаревшее пожарное оборудование и недостаточный уровень подготовки персонала создавал высокую опасность пожара даже в мирное время.
Население Хиросимы достигло максимума в 380 тысяч человек в ходе войны, но перед бомбардировкой население постепенно уменьшалось вследствие систематической эвакуации по приказу японского правительства. На время атаки население составляло около 245 тысяч человек.

### Бомбардировка

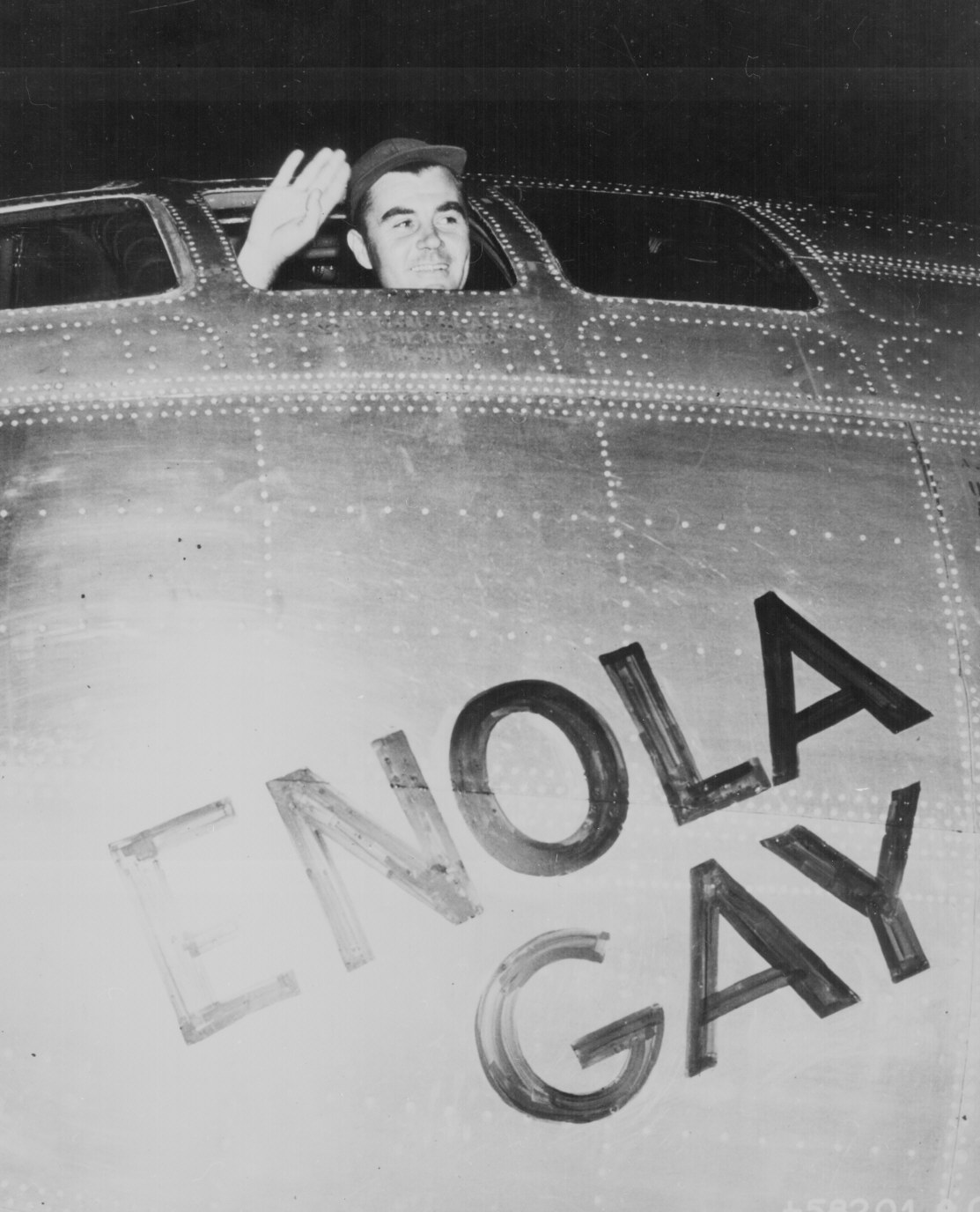
Пол Тиббетс перед взлётом, утро 6 августа 1945 года

Основной целью первой американской ядерной бомбардировки была Хиросима (запасными были Кокура и Нагасаки). Хотя отданный Трумэном приказ предусматривал проведение атомной бомбардировки начиная с 3 августа, вплоть до 6 августа этому мешала облачность над целью.
6 августа в 1:45 американский бомбардировщик B-29 под командованием командира 509-го смешанного авиационного полка полковника Пола Тиббетса, нёсший на борту атомную бомбу «Малыш», взлетел с острова Тиниан, находившегося в 2500 км (примерно 6 часов лёта) от Хиросимы. Самолёт Тиббетса («Enola Gay») летел в составе соединения, включавшего шесть других самолётов: запасной самолёт («Топ Сикрет»), два контролёра и три разведчика («Джебит III», «Фулл Хаус» и «Стрит Флэш»). Командиры самолётов-разведчиков, посланные к Нагасаки и Кокуре, сообщили о значительной облачности над этими городами. Пилот третьего самолёта-разведчика, майор Изерли, выяснил, что небо над Хиросимой чистое, и послал сигнал «Бомбите первую цель».
Около семи часов утра сеть японских радаров раннего предупреждения зафиксировала приближение нескольких американских самолётов, направлявшихся к южной части Японии. Была объявлена воздушная тревога и остановлено радиовещание во многих городах, включая Хиросиму. Примерно в 08:00 оператор радара в Хиросиме определил, что количество приближавшихся самолётов было очень малым — возможно, не более трёх, — и воздушная тревога была отменена. Небольшие группы американских бомбардировщиков, в целях экономии горючего и самолётов, японцы не перехватывали. По радио было передано стандартное сообщение, что будет разумно отправиться в бомбоубежища, если B-29 будут в самом деле замечены, и что ожидается не налёт, а всего лишь какая-то разновидность разведки.
Около 8 часов утра по местному времени В-29, находясь на высоте свыше 9 км, произвёл сброс атомной бомбы на центр Хиросимы. После выхода из бомболюка она летела над городом примерно 45 секунд; на 43-й секунде падения синхронно сработали часовой и барометрический спусковые механизмы, активировавшие взрыватель. Бомба разорвалась на высоте около 400—600 метров (по более точным оценкам — 576 метров над землёй).
Первое публичное сообщение о событии поступило из Вашингтона, через шестнадцать часов после атомной атаки на японский город.

### Эффект взрыва

Тень человека, в момент взрыва сидевшего на ступеньках лестницы перед входом в банк, 250 метров от эпицентра

Находившиеся ближе всего к эпицентру взрыва погибли мгновенно, их тела обратились в уголь. Пролетавшие мимо птицы сгорали в воздухе, а сухие горючие материалы (например, бумага) воспламенялись на расстоянии до 2 км от эпицентра. Световое излучение вжигало тёмный рисунок одежды в кожу и оставляло силуэты человеческих тел на стенах. Находившиеся вне домов люди описывали ослепляющую вспышку света, с которой одновременно приходила волна удушающего жара. Взрывная волна для всех находившихся рядом с эпицентром следовала почти немедленно, часто сбивая с ног. Находившиеся в зданиях, как правило, избегали воздействия светового излучения от взрыва, но не взрывной волны — осколки стекла поражали большинство комнат, а все здания, кроме самых прочных, обрушивались. Одного подростка взрывной волной выбросило из его дома через всю улицу, в то время как дом обрушился за его спиной. В течение нескольких минут 90 % людей, находившихся на расстоянии 800 метров и меньше от эпицентра, погибли.
Взрывной волной были выбиты стёкла на расстоянии до 19 км. Для находившихся в зданиях типичной первой реакцией была мысль о прямом попадании авиабомбы.
Многочисленные небольшие пожары, которые одновременно возникли в городе, вскоре объединились в один большой огненный шторм, создавший сильный ветер (скоростью 50—60 км/час), направленный к эпицентру. Огненный смерч захватил свыше 11 км² города, погубив всех, кто не успел выбраться в течение первых нескольких минут после взрыва.
По воспоминаниям Акико Такакура, одной из немногих выживших, находившихся в момент взрыва на расстоянии 300 м от эпицентра:

Три цвета характеризуют для меня день, когда атомная бомба была сброшена на Хиросиму: чёрный, красный и коричневый. Чёрный, потому что взрыв отрезал солнечный свет и погрузил мир в темноту. Красный был цветом крови, текущей из израненных и переломанных людей. Он также был цветом пожаров, сжёгших всё в городе. Коричневый был цветом сожжённой, отваливающейся от тела кожи, подвергшейся действию светового излучения от взрыва.

Несколько дней спустя после взрыва среди выживших медики стали отмечать первые симптомы облучения. Вскоре количество смертей среди выживших снова начало расти, так как пациенты, которые, казалось, начали выздоравливать, начали страдать от этой новой странной болезни. Смерти от острой лучевой болезни достигли пика через 3—4 недели после взрыва и начали снижаться только через 7—8 недель. Повышенный риск злокачественных опухолей, хроническая лучевая болезнь и другие отложенные последствия облучения преследовали выживших в течение всей оставшейся жизни, как и психологический шок от пережитого во время взрыва.
Первым человеком в мире, причиной смерти которого официально указана болезнь, вызванная последствиями ядерного взрыва (радиационное отравление), стала актриса Мидори Нака, пережившая хиросимский взрыв, но умершая 24 августа 1945 г.. Журналист Роберт Юнг считает, что именно болезнь Мидори и её популярность среди простых людей позволили людям узнать правду о возникшей «новой болезни». Вплоть до кончины Мидори никто не придавал значения загадочным смертям людей, выживших в момент взрыва и умерших при неизвестных в то время науке обстоятельствах. Юнг считает, что смерть Мидори стала стимулом для ускорения исследований в области ядерной медицины, которые вскоре сумели спасти жизни многих людей, пострадавших от радиационного облучения.

### Осознание японцами последствий атаки
Токийский оператор Вещательной корпорации Японии заметил, что станция Хиросимы перестала подавать сигнал в эфир. Он попытался вновь установить вещание, используя другую телефонную линию, но это также не удалось. Примерно двадцать минут спустя в токийском центре управления железнодорожным телеграфом поняли, что основная телеграфная ветка перестала работать чуть севернее Хиросимы. С полустанка в 16 км от Хиросимы пришли неофициальные и путанные сообщения об ужасном взрыве. Все эти сообщения были пересланы в ставку японского Генерального штаба.
Военные базы неоднократно пытались вызвать хиросимский Центр управления войсками. Полное молчание оттуда поставило в тупик Генеральный штаб, поскольку в нём знали, что в Хиросиме не происходило крупного вражеского налёта и не было значительного склада взрывчатых веществ. Молодого офицера из штаба проинструктировали немедленно лететь в Хиросиму, приземлиться, оценить разрушения и возвратиться в Токио с достоверной информацией. В штабе в основном считали, что ничего серьёзного там не происходило, а сообщения объяснялись слухами.
Офицер из штаба[кто?] отправился в аэропорт, откуда вылетел на юго-запад. После трёхчасового полёта, будучи ещё в 160 км от Хиросимы, он и его пилот заметили большое облако дыма от бомбы. Был яркий день, и горели руины Хиросимы. Их самолёт вскоре достиг города, вокруг которого они кружили, не веря своим глазам. Город превратился в зону сплошных разрушений, всё ещё горевшую и покрытую густым облаком дыма. Они приземлились к югу от города, и офицер, сообщив о случившемся в Токио, стал немедленно принимать меры по спасению.
Первое настоящее понимание японцами того, что действительно вызвало катастрофу, пришло из публичного сообщения из Вашингтона, поступившего через шестнадцать часов после атомной атаки на Хиросиму.

### Потери и разрушения

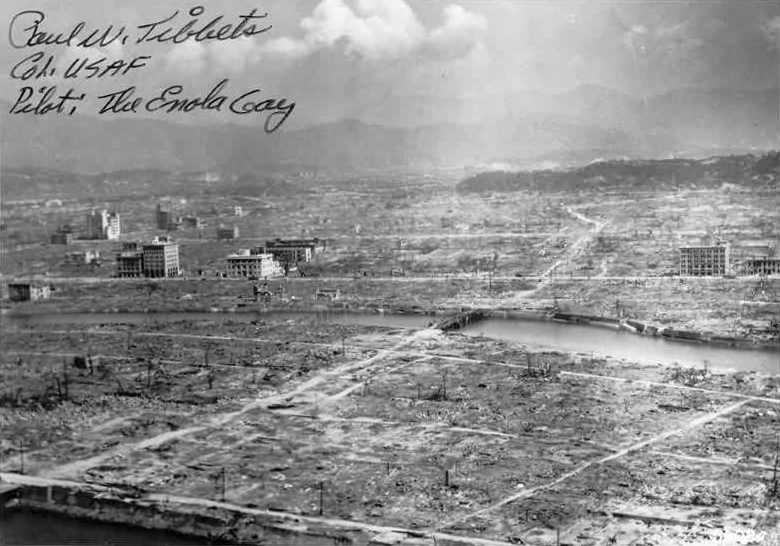
Хиросима после атомного взрыва

Количество погибших от непосредственного воздействия взрыва составило от 70 до 80 тысяч человек. К концу 1945 года в связи с действием радиоактивного заражения и других отложенных эффектов взрыва общее количество погибших составило от 90 до 166 тысяч человек. По истечении 5 лет общее количество погибших, с учётом умерших от рака и других долгосрочных воздействий взрыва, могло достичь или даже превысить 200 тысяч человек.
По официальным японским данным на 31 марта 2013, в живых числилось 201 779 «хибакуся» — людей, пострадавших от воздействия атомных бомбардировок Хиросимы и Нагасаки. Это число включает в себя детей, родившихся у женщин, подвергшихся воздействию радиации от взрывов (преимущественно проживавших на момент подсчёта данных в Японии). Из них 1 %, по данным правительства Японии, имели серьёзные онкологические заболевания, вызванные радиационным облучением после бомбардировок. Количество умерших по состоянию на 31 августа 2013 составляет порядка 450 тысяч: 286 818 в Хиросиме и 162 083 в Нагасаки.

### Радиоактивное загрязнение
Понятия «радиоактивное загрязнение» в те годы ещё не существовало, и потому этот вопрос тогда даже не поднимался. Люди продолжили жить и отстраивать разрушенные постройки там же, где они были раньше. Даже высокую смертность населения в последующие годы, а также болезни и генетические отклонения у детей, родившихся после бомбардировок, поначалу не связывали с воздействием радиации. Эвакуация населения из заражённых районов не проводилась, так как в то время никто не знал о самом наличии радиоактивного загрязнения.
Дать точную оценку степени этого загрязнения довольно трудно из-за недостатка информации, однако, поскольку в техническом отношении первые атомные бомбы были относительно маломощными и несовершенными (бомба «Малыш», например, содержала 64 кг урана, из которых лишь приблизительно в 700 г происходила реакция деления), уровень загрязнения местности не мог быть значительным, хотя и представлял серьёзную опасность для населения. Для сравнения: в момент аварии на Чернобыльской АЭС в активной зоне реактора находилось несколько тонн продуктов деления и трансурановых элементов — различных радиоактивных изотопов, накопившихся во время работы реактора.

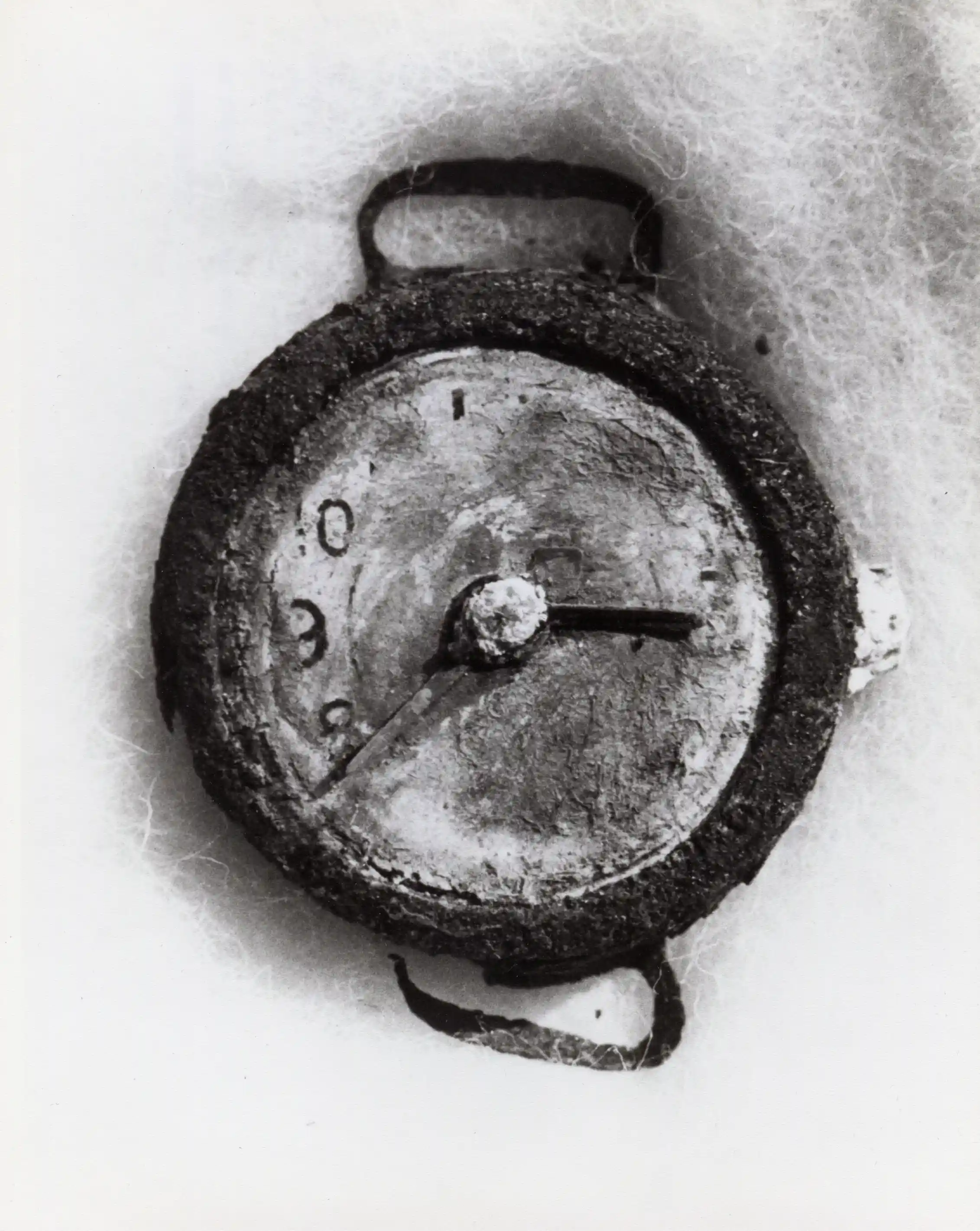
Стрелки часов в Хиросиме остановились в момент взрыва в 08:15 утра.

### Сравнительная сохранность некоторых зданий
Некоторые железобетонные здания в Хиросиме были очень устойчивыми (из-за риска землетрясений), и их каркас не разрушился, несмотря на то, что они находились довольно близко к центру разрушений в городе (эпицентру взрыва). Так, устояло кирпичное здание Промышленной палаты Хиросимы (ныне широко известной как «Купол Гэмбаку», или «Атомный купол»), спроектированное и построенное чешским архитектором Яном Летцелем, которое располагалось всего в 160 метрах от эпицентра взрыва (при высоте подрыва бомбы 600 м над поверхностью). Эти руины стали самым известным экспонатом атомного взрыва в Хиросиме и в 1996 году были возведены в ранг всемирного наследия ЮНЕСКО, несмотря на возражения, высказанные правительствами США и Китая.

## События 6-9 августа
6 августа, после получения известия об успешном проведении атомной бомбардировки Хиросимы, президент США Трумэн заявил:

Мы сейчас готовы уничтожить, ещё быстрее и полнее, чем раньше, все наземные производственные мощности японцев в любом городе. Мы уничтожим их доки, фабрики и их коммуникации. Пусть не будет никакого недопонимания — мы полностью уничтожим способность Японии вести войну.
Именно с целью предотвратить разрушение Японии был выпущен ультиматум от 26 июля в Потсдаме. Их руководство немедленно отвергло его условия. Если они не примут сейчас наши условия, пусть ожидают дождь разрушений с воздуха, подобного которому ещё не было на этой планете.

После получения известия об атомной бомбардировке Хиросимы японское правительство собралось для обсуждения. Начиная с июня, император выступал за мирные переговоры, однако министр обороны, а также руководство армии и флота считали, что Япония должна подождать, дадут ли попытки мирных переговоров через Советский Союз что-то лучшее, чем безоговорочная капитуляция. Военное руководство также считало, что если удастся продержаться до начала вторжения на японские острова, можно будет нанести силам союзников такие потери, что Япония сможет окончить войну без безоговорочной капитуляции.
9 августа СССР объявил войну Японии и советские войска начали Маньчжурскую операцию. Надежды на посредничество СССР в переговорах рухнули. Высшее руководство японской армии начало подготовку к объявлению военного положения, чтобы предотвратить любые попытки мирных переговоров.

## Бомбардировка Нагасаки 9 августа 1945 года

### Нагасаки во время Второй мировой войны
Нагасаки в 1945 году располагался в двух долинах, по которым текли две реки. Горный хребет разделял районы города.
Застройка имела хаотичный характер: из общей площади города 90 км² жилыми кварталами было застроено 12.
Во время Второй мировой войны город, представлявший собой крупный морской порт, приобрёл особое значение ещё и как промышленный центр, в котором были сосредоточены сталелитейное производство и верфь Мицубиси, торпедное производство Мицубиси-Ураками. В городе изготавливались орудия, корабли и другая боевая техника.
Нагасаки не подвергался крупномасштабным бомбардировкам до взрыва атомной бомбы, однако ещё 1 августа 1945 на город было сброшено несколько фугасных бомб, повредивших верфи и доки в юго-западной части города. Бомбы попали также в сталелитейный и орудийный заводы Мицубиси. Результатом рейда 1 августа стала частичная эвакуация населения, особенно школьников. Тем не менее, на момент бомбардировки население города всё ещё составляло около 200 тысяч человек.

### Бомбардировка

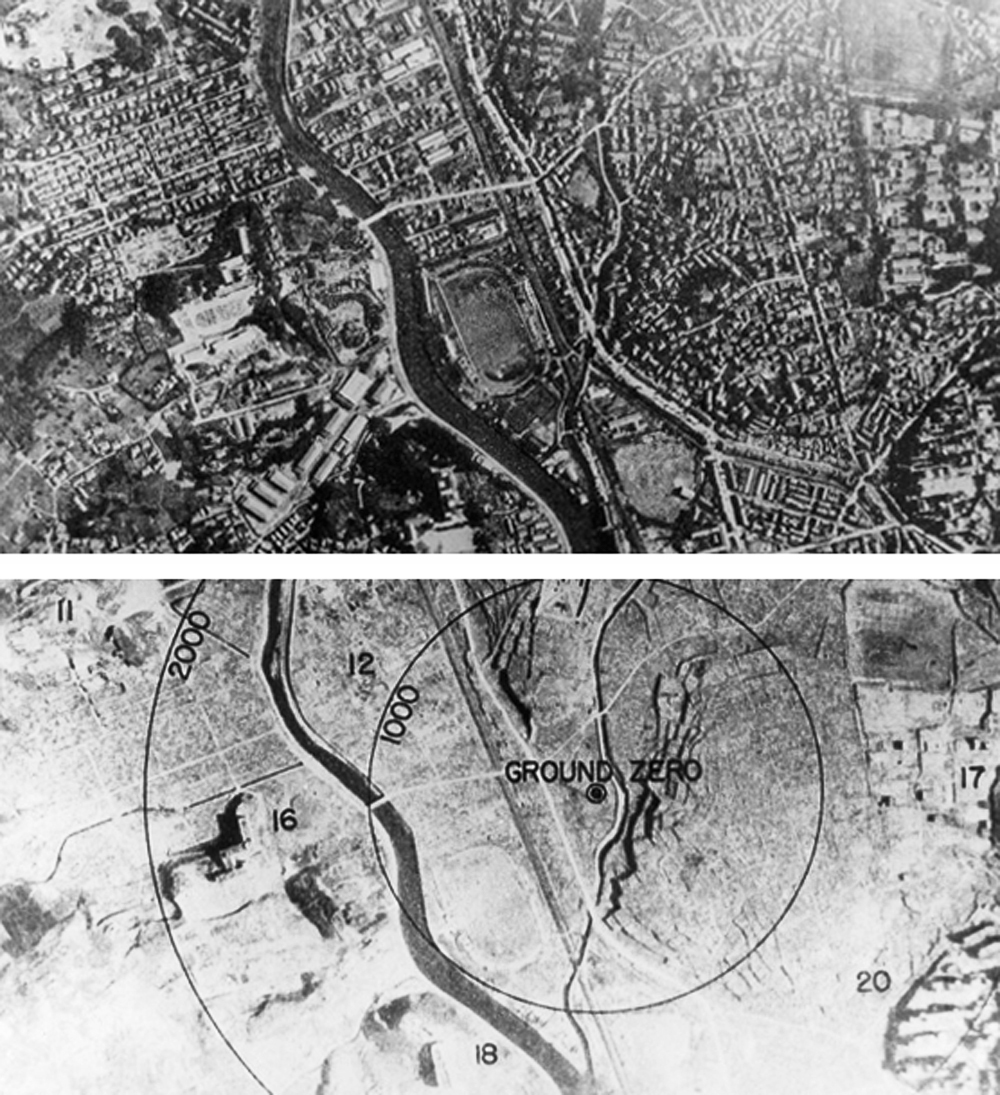
Нагасаки до и после атомного взрыва

Основной целью второй американской ядерной бомбардировки была Кокура, запасной — Нагасаки.
Вторая атомная бомбардировка была запланирована на 11 августа, однако была перенесена на два дня раньше, чтобы избежать пятидневного периода плохой погоды, который по прогнозам должен был начаться с 10 августа.
В 2:47 9 августа американский бомбардировщик B-29 под командованием майора Чарльза Суини, нёсший на борту атомную бомбу «Толстяк», взлетел с острова Тиниан.
В отличие от первой бомбардировки вторая была сопряжена с многочисленными техническими неполадками. Ещё до взлёта была обнаружена неполадка топливного насоса в одном из запасных баков с горючим. Несмотря на это, экипаж принял решение провести вылет, как запланировано.
Примерно в 7:50 в Нагасаки была объявлена воздушная тревога, которая была отменена в 8:30.
В 8:10, после выхода к точке рандеву с другими B-29, участвовавшими в вылете, было обнаружено отсутствие одного из них. В течение 40 минут В-29 Суини описывал круги вокруг точки рандеву, но так и не дождался появления отсутствовавшего самолёта. В это же время самолёты-разведчики доложили, что облачность над Кокурой и Нагасаки, хотя и присутствует, всё же позволяет провести бомбометание при визуальном контроле.
В 8:50 В-29, нёсший атомную бомбу, направился к Кокуре, куда и прибыл в 9:20. Но к этому моменту над городом наблюдалась уже 70 % облачность, что не позволяло провести визуальное бомбометание. После трёх безуспешных заходов на цель, в 10:32 В-29 взял курс на Нагасаки. К этому моменту из-за неполадки топливного насоса горючего оставалось только на один проход над Нагасаки.
В 10:53 два B-29 попали в поле видимости ПВО, японцы приняли их за разведывательные и не объявили новой тревоги.
В 10:56 В-29 прибыл к Нагасаки, который, как выяснилось, также был закрыт облаками. Суини нехотя одобрил намного менее точный заход на цель по радару.
Взрыв произошёл в 11:02 местного времени на высоте около 500 метров. Мощность взрыва составила около 21 килотонны..

### Эффект взрыва

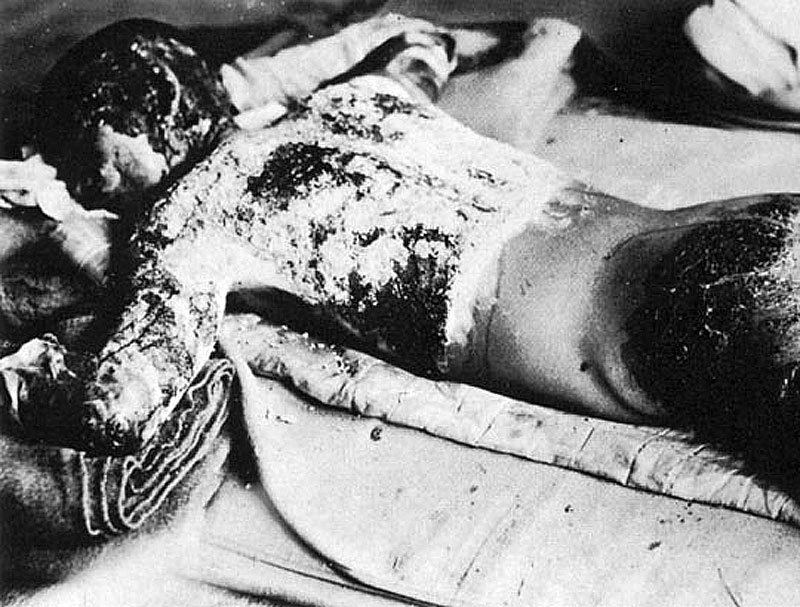
Японский мальчик, верхняя часть тела которого не была закрыта во время взрыва

Наскоро нацеленная бомба взорвалась почти посередине между двумя основными целями в Нагасаки, сталелитейными и орудийными производствами Мицубиси на юге и торпедным заводом Мицубиси-Ураками на севере. Если бы бомба была сброшена дальше к югу, между деловым и жилым районами, то людской урон был бы намного больше.
В целом, хотя мощность атомного взрыва в Нагасаки была больше, чем в Хиросиме, разрушительный эффект от взрыва оказался меньше. Этому способствовала комбинация факторов — наличие холмов в Нагасаки, а также то, что центр взрыва находился над промзоной — всё это помогло защитить некоторые районы города от последствий взрыва.
Из воспоминаний Сумитэру Танигути, которому в момент взрыва было 16 лет:

Меня сбило на землю (с велосипеда), и какое-то время земля содрогалась. Я цеплялся за неё, чтобы не быть унесённым взрывной волной. Когда я взглянул вверх, дом, который я только что проехал, оказался разрушен… Я также видел, как ребёнка унесло взрывной волной. Большие камни летали в воздухе, один ударился об меня и затем снова улетел вверх в небо…

Когда, казалось, всё улеглось, я попытался подняться и обнаружил, что на моей левой руке кожа, от плеча и до кончиков пальцев, свисает, как изодранные лохмотья.

### Потери и разрушения

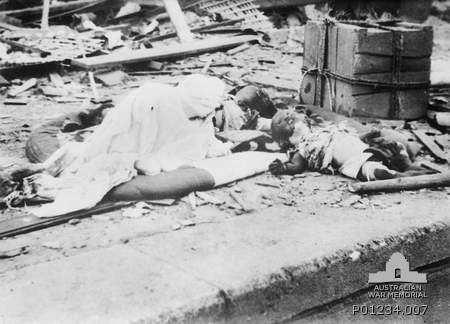
Сгоревшие мать и дочь

Атомный взрыв над Нагасаки затронул район площадью примерно 110 км², из которых 22 км² приходится на водную поверхность и 84 км² были заселены только частично.
Согласно отчёту префектуры Нагасаки, «люди и животные погибли почти мгновенно» на расстоянии до 1 км от эпицентра. Почти все дома в радиусе двух километров были разрушены, а сухие, возгорающиеся материалы, такие как бумага, воспламенялись на расстоянии до трёх километров от эпицентра. Из 52 000 зданий в Нагасаки 14 000 были разрушены и ещё 5 400 — серьёзно повреждены. Только 12 % зданий остались неповреждёнными. Хотя в городе не возникло полноценного огненного шторма, наблюдались многочисленные локальные пожары.
Количество погибших к концу 1945 года составило от 60 до 80 тысяч человек. По истечении пяти лет общее количество погибших, с учётом умерших от рака и других долгосрочных воздействий взрыва, могло достичь или даже превысить 140 тысяч человек.

## Планы последующих атомных бомбардировок Японии
Правительство США ожидало, что ещё одна атомная бомба будет готова к использованию в середине августа, и ещё по три — в сентябре и октябре.
10 августа Лесли Гровс, военный директор Манхэттенского проекта, направил меморандум Джорджу Маршаллу, Начальнику штаба армии США, в котором он написал что «следующая бомба… должна быть готова к применению после 17—18 августа». В тот же день Маршалл подписал меморандум, с комментарием, что «она не должна быть применена против Японии до тех пор, пока не будет получено прямое одобрение Президента». В то же время в Министерстве обороны США уже началось обсуждение целесообразности отложить использование бомб вплоть до начала Операции «Даунфол» — ожидаемого вторжения на Японские острова.

Проблема, перед которой мы стоим сейчас [13 августа], — это надо ли, предполагая, что японцы не капитулируют, продолжать сбрасывать бомбы по мере их производства, или накапливать их с тем, чтобы затем сбросить все в короткий интервал времени. Не все в один день, но в течение довольно короткого времени. Это также связано с вопросом о том, какие цели мы преследуем. Другими словами, не должны ли мы концентрироваться на целях, удары по которым в наибольшей степени помогут вторжению, а не на промышленности, боевом духе войск, психологии и т. п.? В большей степени тактические цели, а не какие-то другие.

## Последствия
Вплоть до 9 августа военный кабинет продолжал настаивать на четырёх условиях капитуляции, однако в тот день пришли известия об объявлении войны Советским Союзом и об атомной бомбардировке Нагасаки в 11 часов дня. На заседании Высшего военного совета, состоявшемся в ночь на 10 августа, голоса по вопросу о капитуляции разделились поровну (3 «за», 3 «против»), после чего в обсуждение вмешался император, высказавшись за капитуляцию. 10 августа Япония передала союзникам предложение о капитуляции, единственным условием которого было сохранение императора номинальным главой государства.
Поскольку условия капитуляции допускали сохранение императорской власти в Японии, 14 августа Хирохито записал своё заявление о капитуляции, которое было распространено японскими СМИ на следующий день, несмотря на попытку военного переворота, предпринятую противниками капитуляции.
В своём объявлении Хирохито упомянул атомные бомбардировки:

… к тому же, в распоряжении противника находится новое ужасное оружие, способное унести много невинных жизней и нанести неизмеримый материальный ущерб. Если мы продолжим сражаться, это не только приведёт к коллапсу и уничтожению японской нации, но и к полному исчезновению человеческой цивилизации.
В такой ситуации, как мы можем спасти миллионы наших подданных или оправдать себя перед священным духом наших предков? По этой причине мы приказали принять условия совместной декларации наших противников.

В своём «Рескрипте солдатам и морякам», опубликованном 17 августа, император указал на результаты советского вторжения в Маньчжурию и на своё решение капитулировать, опустив упоминание атомных бомбардировок.
В течение года после окончания бомбардировки в Хиросиме был расположен контингент американских войск численностью 40 тыс. человек, в Нагасаки — 27 тыс.

## Комиссия по изучению последствий атомных взрывов
В ноябре 1946 года для изучения долгосрочных эффектов воздействия радиации на выживших в Хиросиме и Нагасаки по указанию Трумэна была создана Комиссия по изучению последствий атомных взрывов при Национальной академии наук США. Среди пострадавших от бомбардировок было обнаружено много непричастных к войне лиц, включая военнопленных, принудительно мобилизованных корейцев и китайцев, студентов из Британской Малайи и около 3200 граждан США японского происхождения.
В 1975 году Комиссия была распущена, её функции были переданы вновь созданному Институту по изучению эффектов воздействия радиации (англ. Radiation Effects Research Foundation).
Советский Союз также принял меры для получения информации о применении ядерного оружия: в начале сентября 1945 года в Хиросиме и Нагасаки побывали две группы из разведчиков ГРУ, аппарата военно-морского атташе, корреспондента ТАСС в Токио А. Варшавского, кинооператора Союзкинохроники Прудникова. Разведчики опросили большое число свидетелей атомной бомбардировки, выполнили десятки фотографий разрушений, произвели киносъёмку, взяли образцы почвы и разных материалов. Их отчёты были немедленно представлены для ознакомления всему высшему руководству СССР и Вооружённых Сил.

## Дискуссия о целесообразности атомных бомбардировок
Роль атомных бомбардировок в капитуляции Японии и их этическая обоснованность до сих пор остаются предметом научной и общественной дискуссии. В 2005 году в обзоре историографии, посвящённой этому вопросу, американский историк Сэмюел Уокер написал, что «споры о целесообразности бомбардировок определённо будут продолжаться». Уокер также отметил, что «фундаментальный вопрос, по которому вот уже более сорока лет продолжаются споры, — были ли эти атомные бомбардировки необходимы для достижения победы в войне на Тихом океане на условиях, приемлемых для США».
Сторонники бомбардировок обычно утверждают, что они были причиной капитуляции Японии, а следовательно, предотвратили значительные потери с обеих сторон (и США, и Японии) при планировавшемся вторжении в Японию; что быстрое завершение войны сохранило много жизней в других странах Азии (в первую очередь, в Китае); что Япония вела тотальную войну, в которой различия между военным и гражданским населением стираются; и что руководство Японии отказывалось капитулировать, и бомбардировки помогли сдвинуть баланс мнений внутри правительства в сторону мира.
Противники бомбардировок утверждают, что они были просто дополнением к уже ведущейся кампании обычных бомбардировок и, таким образом, в них не было военной необходимости, что они были фундаментально аморальны, были военным преступлением или проявлением государственного терроризма (несмотря на то, что в 1945 году не существовало международных соглашений или договоров, прямо или косвенно запрещавших применение ядерного оружия как средства ведения войны).
Ряд исследователей высказывают мнение, что основной целью атомных бомбардировок было влияние на СССР перед его вступлением в войну с Японией на Дальнем Востоке и демонстрация атомной мощи США.
6 августа 2015 года, в годовщину бомбардировок, внук президента Трумэна — Дэниел Клифтон Трумэн — заявил, что «дед до конца жизни считал, что решение сбросить бомбу на Хиросиму и Нагасаки было верным, и США никогда не попросят прощения за это».
В октябре 2024 года Нобелевскую премию Мира получила японская общественная организация «Нихон Хиданкё», которая объединила выживших после атомных бомбардировок. Нобелевский комитет отметил, что награда вручается за то, что своими свидетельскими показаниями выжившие сделали многое для формирования в обществе мысли о недопустимости использования ядерного оружия в будущем.